# Mîr Perwer
Mehmet Şirin Aydın, plus connu sous son nom de scène de Mîr Perwer, né le 19 décembre 1993 à Muş et mort le 23 décembre 2022 à Paris, est un chanteur et auteur-compositeur kurde.

## Biographie

### Jeunesse et carrière musicale
Aydın naît le  19 décembre 1993  dans une famille d’origine kurde à Muş ,dans la région de l’Anatolie orientale en Turquie. Il passe son enfance à Muş. Dès son plus jeune âge, il commence à écouter de la musique dans sa langue maternelle, le kurde. Il termine ses études à Varto. Il commence à jouer de la musique en 2017.
Il signe un contrat[Quand ?] avec la société de musique kurde Birusk Agiri. En 2021, il sort un album intitulé Bedengi, qui se fait connaître pour ses chansons telles que Felek, Bedengi, Sarya et Germa Mûşe.
Après un certain temps, Perwer quitte la Turquie et s’installe à Paris. Il est marié et père de 2 enfants.

### Décès
Le  23 décembre 2022, une attaque est menée contre le Centre culturel kurde Ahmet Kaya de Paris. 3 personnes sont grièvement blessées lors de l'attaque, parmi lesquelles Perwer. 2 blessés meurt, mais Perwer respire toujours lorsqu'il est pris en charge. Malgré toutes les interventions, il meurt à l'âge de 29 ans. 
Son corps est transporté dans sa ville natale de Varto. L'État turc s’oppose à l'organisation de ses funérailles. Il est finalement enterré après de longues discussions.
L'auteur des faits, William M., est placé en garde à vue. Il est condamné par le tribunal et envoyé en prison. 

## Discographie
- Bedengi (2021)